# Écriture automatique
Écriture automatique (Fransk: automatisk skriven/skrift) er en kunstnerisk arbejdsmetode hovedsageligt brugt af surrealisterne indenfor stilarten surrealisme. 
Metoden er inspireret af Freuds psykoanalyse. For at kunstnerens ubevidste "jeg" skulle kunne komme til udtryk, må kunstneren putte sig selv i en drømmende, trancelignende tilstand. Især mange surrealister brugte denne metode, hvor de tegnede, malede eller nedskrev deres tekster enten under hypnose eller i en form for trance
| Kunst | Spire Denne artikel om kunst er en spire som bør udbygges. Du er velkommen til at hjælpe Wikipedia ved at udvide den. |